# Teviot Row House

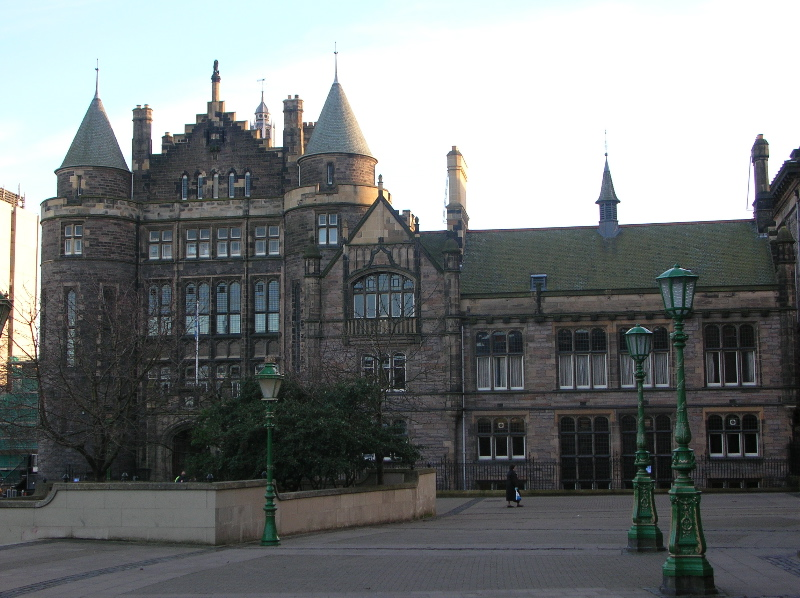
Teviot Row House

Teviot Row House (umgangssprachlich auch nur als "Teviot" bezeichnet) ist ein Gebäude der Studentenvereinigung der University of Edinburgh und befindet sich am Bristo Square, Edinburgh. Das Gebäude wird von der Studentenvereinigung der Universität, der Edinburgh University Student’s Association (EUSA), betrieben und verwaltet. Es wurde am 19. Oktober 1889 eröffnet und ist das weltweit älteste Gebäude einer Universität, das speziell für eine Studentenvereinigung erstellt wurde.
Im Gebäude befinden sich sieben Bars, eine Kantine, eine Kaffeestube, ein Debating-Zimmer, ein Diniersaal, und viele Konferenzräume, die durch die Studentenclubs für Veranstaltungen gebucht werden können. Während des Edinburgh Festival wird es durch The Gilded Balloon genutzt und ist einer der größten Veranstaltungsorte in der Stadt während des Fringe-Festivals.
Neben der Nutzung durch Aktivitäten von Studentenclubs finden regelmäßige Veranstaltungen in dem Gebäude statt. Zu Beginn jeden Universitätsjahres werden im Rahmen einer Orientierungswoche (Freshers’ Week) zahlreiche Sonderveranstaltungen angeboten und so unter anderem das komplette Gebäude für einen Ball genutzt. Neben den formellen Veranstaltungen in Teviot führt EUSA weitere informellere Veranstaltungen in Potterow durch, einem Gebäude, das am anderen Ende des Bristo Square steht und unter anderem die Beratungsbüros der Studentenorganisation beinhaltet.